# Johann Evangelist Wetzler
Johann Evangelist Wetzler (auch Johannes Wetzler; * 27. Dezember 1774 in Michelbach; † 1850) war ein deutscher Arzt.

## Leben
Wetzler studierte an der Universität Landshut und wurde 1801/1802 mit der Dissertation Ueber das Fehlerhafte der zeitherigen Methode Scheintodte zu behandeln zum Dr. med. promoviert. Er ging 1802 nach Straubing. Dort ließ er sich als praktischer Arzt nieder. Außerdem wurde er Landgerichtsphysikus in Landau an der Isar.
Wetzler wurde 1804 zum Medizinalrat der kurfürstlich bayrischen Landesdirektion für Schwaben in Ulm ernannt und zudem Direktor des Vaccinationsinstituts. In dieser Zeit begann er seine schriftstellerische Arbeit. In den Jahren 1807 und 1808 hatte er das Amt des Provinzialirrenarztes inne und wechselte anschließend 1808 als Regierungs- und Kreismedizinalrat nach Augsburg
Wetzler wurde 1838 zum Honorarprofessor an der Universität München ernannt. 1840 ging er als Regierungs- und Kreismedizinalrat nach Würzburg. Auch dort hielt er wie in München Vorlesungen über Heilquellen an der Universität Würzburg.

## Werke (Auswahl)
- Ueber das Fehlerhafte der zeitherigen Methode Scheintodte zu behandeln. Diss. med. Landshut 1801 (Digitalisat).
- Ueber den Einfluß des Tanzes auf die Gesundheit : nebst Verhaltensregeln. Weber, Landshut 1801 (Digitalisat).
- Ueber die physische Schwäche der Frauenzimmer. Weber, Landshut 1801  (Digitalisat).
- Briefe an eine Dame über Aderlassen, Brechen und Purgiren. Weber, Landshut 1801 (Digitalisat).
- Über die Kuhpocken und deren Impfung. Reitmayr, Straubing 1802 (Digitalisat).
- Belehrung des Landvolkes über die Schutzblattern: nebst einem Unterrichte für die Landwundärzte, Wetzler, Straubing 1802(Digitalisat); Dritte Auflage, Wagner, Ulm 1806.
- Gedanken über die beste Art und Weise, die Impfung der Kuhpocken allgemein zu machen, und Maas- und Vorschriftsregeln bey vorzunehmender Impfung der Kuhpocken im ganzen Distrikte. Seidel, München  1803 (Digitalisat).
- Gesundheitskatechismus für den Bürger und Landmann und zum Gebrauche der Feyertagsschulen in den kurpfalzbaierischen Staaten. Becker, Ulm 1804 (Digitalisat).
- Entwurf einer systematischen Medizinaleinrichtung für die kurpfalzbaierschen Staaten, Becker, Ulm 1805 (Digitalisat).
- Aktenstücke über die Schutzpocken-Impfung in der königlich-baier’schen Provinz in Schwaben. Nebst einer Abhandlung über die Maßregeln und Anstalten, welche die Regirung in Hinsicht der Schutzpocken-Impfung treffen sollen. Beckerm Ulm 1807 (Digitalisat).
- Ueber das Medizinalwesen in der vormaligen königlich-baierischen Provinz in Schwaben: oder Rechenschaft über meine Geschäftsführung bey der Landesdirektion der vormaligen königlich – baier’schen Provinz in Schwaben nebst Darstellung der Medizinalverfassung von Baiern, unter der vorigen und gegenwärtigen Regierung, Augsburg 1810 (Digitalisat).
- Das Krumbacher Heilbad. Augsburg 1811 (Digitalisat).
- Nachricht über die Breyvogelsche Badeanstalt zu Augsburg. Augsburg 1820 (Digitalisat).
- Beschreibung der Gesundbrunnen und Bäder Wipfeld, Kissingen, Bocklet und Brückenau im Untermainkreise des Königreichs Baiern. F. Kupferberg, Mainz 1821 (Digitalisat).
- Blicke auf Baierns Heilbrunnen und Bäder. Thienemann, München 1822 (Digitalisat).
- Die Gesundbrunnen und Bäder im Obermainkreise des Königreichs Baiern, Nürnberg 1823.
- Ueber den Nutzen und Gebrauch des nach der Vorschrift Herrn Apothekers von Stahl entwickelten oxydirt-salzsauern Gases zur Reinigung der Luft und in Krankheiten : für Aerzte, Apotheker und gebildete Nichtärzte. M. Engelbrecht, Augsburg 1825 (Digitalisat).
- Ueber den Nutzen und Gebrauch des Püllnaer Bitter-Wassers. Wolff, Augsburg 1828 (Digitalisat).
- Meine wunderbare Heilung von beispielloser Hautschwäche und Geneigtheit zu Erkältungen durch eine Somnambule: Nebst einer Anleitung sich durch Waschungen mit einer Campherseife vor Erkältungs-Krankheiten zu schützen und von Rheumatismen zu heilen; und einem Anhang welcher die Aeußerungen derselben Somnambule über die Asiatischen Cholera so wie Bemerkungen des Verfassers über diese Krankheit enthält. K. Kollmann, Augsburg 1833 (Digitalisat); 2. Auflage 1843; 7. Auflage 1847.
- Die Jod- und Bromhaltige Adelheids-Quelle zu Heilbrunn in Bayern, eine der merkwürdigsten und heilkräftigsten Mineralquellen. Karl Kollmann, Augsburg 1833 (Digitalisat); 2. Auflage 1835, Auflage 1843.
- Beobachtungen über den Nutzen und Gebrauch des Keil'schen magnet-electrischen Rotations-Apparates in Krankheiten : besonders in chronisch-nervösen rheumatischen und gichtischen, gesammelt zu München, Augsburg, Würzburg und Kissingen. K. F. Köhler, Leipzig 1842 (Digitalisat).